# Shirin Ebadi
Shirin Ebadi (en persan : شیرین عبادی, Shirin 'Ebādi), née le 21 juin 1947 à Hamadan en Iran, est une militante politique iranienne, avocate, ancienne juge et militante des droits humains.
Le prix Nobel de la paix lui a été décerné en 2003 pour ses accomplissements en faveur de la défense des droits humains, plus précisément de la démocratie, des droits des femmes et des enfants.
En 2004, le magazine Forbes la place parmi les « 100 femmes les plus influentes dans le Monde ».

## Biographie

### Jeunesse et formation
Shirin Ebadi est née le 21 juin 1947 à Hamadan. Son père, Mohammed Ali Ebadi (-1993), auteur et professeur de droit commercial, a des idées libérales en avance sur son époque. Sa mère se consacre à l'éducation de ses quatre enfants,.
La famille s'installe à Téhéran alors qu'elle est encore bébé. Elle étudie à l'école primaire de Firuzkuh puis aux collèges d'Anoshiravn Dadgar et Reza Shah Kabir.
Après avoir passé les examens d'entrée à l'université de Téhéran, en Faculté de droit, élève du professeur Mahmoud Chehabi elle obtient son diplôme en droit et passe le concours d'entrée à la magistrature. Elle est nommée auxiliaire du procureur de Téhéran en 1969. Elle faisait partie de la deuxième promotion de vingt femmes accédant pour la première fois à la magistrature en Iran. Elle poursuit dans le même temps un doctorat de droit privé à l'université de Téhéran, qu'elle obtient en 1971,.
Shirin Ebadi est divorcée et a deux filles.

### Carrière
En 1975, Shirin Ebadi est nommée présidente du tribunal 24 de Téhéran, devenant la première femme à exercer cette fonction en Iran. Elle est contrainte de démissionner en 1979, comme toutes les femmes magistrates, à la suite de l'arrivée au pouvoir de Rouhollah Moussavi Khomeini, qui renverse le Shah d'Iran Mohammed Reza Pahlavi lors de la révolution islamique.
Elle continue de travailler, mais comme greffière, dans le tribunal qu'elle a auparavant présidé. À la suite des protestations des anciennes juges rétrogradées, celles-ci sont promues expertes juridiques au ministère de la Justice. Shirin Ebadi demande finalement une retraite anticipée,. 
Elle reste sans emploi pendant plusieurs années pendant lesquelles elle écrit des livres et articles pour des journaux iraniens. Elle obtient finalement  une licence d'avocate en 1992 et rejoint l'ordre des avocats de Téhéran. Elle s'emploie désormais à la défense d'une part, des femmes discriminées par le droit de la famille iranien, notamment pour le droit de garde des enfants âgés de plus de sept ans, qui revient automatiquement au père après un divorce, d'autre part à la défense des opposants politiques.  
Shirin Ebadi enseigne également les droits urbains et les droits des femmes  à l'université de Téhéran et l'université Allameh Tabataba'i pendant six ans. 
Avec ses collègues, elle a créé trois ONG en Iran, appelées Society for Protecting the Rights of the Child, Mine Clearing Collaboration Association et Center for Defenders of Human Rights. 
En 1995, elle fonde l'organisation iranienne de protection des droits de l’enfant et Mine Clearing Collaboration Association et, en 2002, avec quatre autres avocats iraniens, elle fonde le Centre des défenseurs des droits de l'homme (CDDH), affilié à la Fédération internationale pour les droits humains,. 

#### Affaires célèbres
Shirin Ebadi s'investit, en tant qu'avocate, à défendre - souvent pro bono- les dissidents au régime islamique, inquiétés ou assassinés en raison de leurs positions politiques. Elle dit n'accepter que les clients dont le cas illustre les défaillances de la législation iranienne, ce qui lui permet d'essayer de faire changer les lois.
Elle représente ainsi la famille de Dariush Forouhar, et de son épouse, Parvaneh Forouhar (en), deux grandes figures de l'opposition iranienne tués à coups de couteau à leur domicile à Téhéran. Une série de meurtres vise les dissidents et terrorise la communauté intellectuelle iranienne. Les soupçons se portent sur les extrémistes de la ligne dure déterminés à mettre un terme au climat plus libéral favorisé par le président Khatami. Les meurtres auraient été commis par une équipe d'employés du ministère iranien du Renseignement. Sous la pression de l'opinion publique, le président iranien de l'époque, Mohammad Khatami, a formé un comité chargé de suivre l'affaire, qui a finalement demandé la démission du ministre des Renseignements, Ghorbanali Dorri-Najafabadi (en). Saïd Emami (en), l'un des protagonistes de l'affaire, se serait suicidé en prison,. 
En 1999, Shirin Ebadi représente la famille Ezzat Ebrahiminejad (en),  un jeune étudiant tué au cours de l'attaque de la cité universitaire de Téhéran par la milice (les bassidji). Elle est arrêtée quelques jours après avoir obtenu le témoignage accablant enregistré sur vidéo d'Amir Farshad Ebrahimi, un ancien membre de l'Ansar-e Hezbollah. Elle est accusée de diffamation et de déclarations mensongères et incarcérée à la prison d'Evin. Elle est condamnée à cinq ans de prison et l'interdiction d'exercer. Sa peine est annulée par la Cour suprême de la justice islamique, notamment grâce à une mobilisation de l'opinion internationale mais Amir Farshad Ebrahimi est condamné à 48 mois de prison dont 16 à l'isolement.
En juin 2003, elle représente la mère de la journaliste Zahra Kazemi, une photographe irano-canadienne arrêtée alors qu'elle prend des photos de familles d'étudiants emprisonnés, devant la prison d'Evin. Elle est battue, maltraitée et torturée avant d'être admise à l'hôpital où elle tombe dans le coma et décède une semaine plus tard. Malgré les demandes du gouvernement canadien, son corps n'est pas rapatrié pour permettre une autopsie mais enterré en Iran. Le 25 juillet 2004, un accusé est acquitté, puis, en novembre 2005, un tribunal d'appel ordonne la réouverture de l'enquête et le 27 novembre 2007, la Cour suprême iranienne ordonne une nouvelle enquête sur l'affaire,.
Shirin Ebadi défend également divers cas de maltraitance d'enfants, notamment le cas d'Arian Golshani, une enfant maltraitée pendant des années puis battue à mort par son père et son demi-frère. Cette affaire attire l'attention internationale et suscite la controverse en Iran. Shirin Ebadi en profite pour mettre en évidence les lois iraniennes selon lesquelles la garde des enfants en cas de divorce est confiée au père, même dans ce cas où le père est violent et a déjà été condamné pour toxicomanie et relations illicites. Elle plaide une interprétation erronée la loi coranique. À la suite de cette affaire -et de sa large couverture par les journaux iraniens- le parlement adopte une nouvelle loi accordant la garde des enfants à des proches ou à des orphelinats si leurs parents ne sont pas qualifiés pour s'occuper d'eux, alors que Shirin Ebadi demandait qu'un tribunal puisse décider au cas par cas qui est le mieux à même de s'occuper de l'enfant. 
Dans l'affaire de Leila Fathi, une adolescente victime d'un viol collectif et assassinée. Les trois hommes ont été arrêtés, l’un s’est pendu en prison et les deux autres, jugés coupables de viol et de meurtre, sont condamnés à mort. Dans ce cas, la loi iranienne prévoit que la famille de la victime paie pour restaurer son honneur en payant le gouvernement pour l'exécution du coupable. Mais, comme la loi accorde deux fois plus de valeur à la vie d’un homme, fût-il violeur et meurtrier, qu’à celui de sa victime féminine, il doit toucher une compensation. Et c’est ainsi que la famille de Leila doit indemniser la famille des assassins. Elle se ruine pour remplir cette obligation mais n'y parvient pas, ce qui entraîne la libération de ces assassins. Shirin Ebadi donne un maximum de visibilité à cette affaire pour que les femmes réalisent à quel point leurs droits sont bafoués. Shirin Ebadi n'a pas gain de cause dans cette affaire, mais elle permet d'attirer l'attention internationale sur cette loi problématique,.
Shirin Ebadi traite également quelques affaires portant sur des interdictions de périodiques (notamment les affaires Habibollah Peyman (en), Abbas Marufi (en) et Faraj Sarkouhi).  
Elle contribue à la rédaction d'une loi contre les abus physiques à l'encontre des enfants, qui est adoptée par le parlement iranien en 2002. Les femmes membres du Parlement demandent à Shirin Ebadi de rédiger une loi expliquant comment le droit d'une femme de divorcer de son mari est conforme à la loi islamique. Elle présente le projet de loi au gouvernement, mais, selon sa biographie, les membres masculins ne l'ont même pas examiné.
En parallèle de sa profession de juge, Shirin Ebadi intervient au Forum mondial de l’économie responsable qui se tient à Lille sur le thème de la diversité en octobre 2007. Elle fait aussi partie en 2011 des intervenants du deuxième Sommet de Zermatt sur le thème du Servant leadership.

#### Activiste des droits humains
Porte-parole des femmes iraniennes ayant joué un rôle dans la campagne présidentielle de Mohammad Khatami, Shirin Ebadi se bat en faveur de la place des femmes dans la vie publique. À ce titre, elle fait partie de la direction de l’Organisation iranienne de protection des droits de l'enfant et de l’Association des défenseurs des droits de l'homme en Iran. En visite à Paris en décembre 2003, elle se prononce contre l'interdiction du voile à l'école, déclarant qu'il ne faut pas « fermer l’école aux musulmanes sous prétexte de voile ».
Pour ses actions politiques et en faveur de la paix, de nombreux prix lui ont été remis, dont le prix Rafto en 2001, le prix Nobel de la paix en 2003, et le prix Manhae pour la paix en août 2009. Par ailleurs, elle est membre de la fondation PeaceJam.
Shirin Ebadi intervient au Forum mondial de l’économie responsable qui se tient à Lille sur le thème de la diversité en octobre 2007. Elle fait aussi partie en 2011 des intervenants du deuxième Sommet de Zermatt sur le thème du Servant leadership.
En 2020, elle s'engage en faveur de la libération du journaliste Dawit Isaak détenu en Érythrée sans procès depuis 2011.
Le 3 mai 2020, avec la Commission internationale sur l'information et la démocratie qu'elle copréside, elle demande aux dirigeants des plates-formes numériques de prendre leurs responsabilités et de mettre en œuvre des mesures pour lutter contre la désinformation et promouvoir l'accès à une information fiable.

### Prises de position politiques
Shirin Ebadi s'emploie à démontrer qu'une interprétation de l'Islam qui est en harmonie avec l'égalité et la démocratie est une expression authentique de foi. Ce n'est pas la religion qui lie les femmes, mais les diktats sélectifs de ceux qui les souhaitent cloîtrées. 
Ce qui ne l'empêche pas d'exprimer un amour nationaliste de l'Iran et de poser un regard critique sur le monde occidental. Elle s'oppose au Shah pro-occidental, soutient initialement la Révolution islamique et se souvient avec rage du renversement du Premier ministre Mohammad Mosaddegh par la CIA en 1953. 
Lors d'une conférence de presse peu après l'annonce du prix de la paix, elle rejette explicitement l'ingérence étrangère dans les affaires du pays : « La lutte pour les droits de l'homme est menée en Iran par le peuple iranien, et nous sommes contre toute intervention étrangère en Iran »
Par la suite, Shirin Ebadi défend le programme de développement nucléaire du régime islamique : « En plus d'être économiquement justifié, il est devenu une cause de fierté nationale pour une vieille nation avec une histoire glorieuse. Aucun gouvernement iranien, quelle que soit son idéologie ou ses références démocratiques, n'oserait arrêter le programme » mais quels années plus tard, elle tempère sa position en déclarant que le peuple ne soutient pas le gouvernement iranien dans sa politique , puis qu'elle-même désapprouve ce programme en raison de son coût et de son danger en cas de tremblements de terre,. Elle regrette également le fait que cette question occulte celle des droits humain en Iran.
Depuis la victoire d'Hassan Rohani à l'élection présidentielle iranienne de 2013, Shirin Ebadi exprime à plusieurs reprises son inquiétude face aux violations croissantes des droits humains dans son pays.
À la lumière du pouvoir accru de l'État islamique, Shirin Ebadi déclare, en avril 2015, que le monde occidental devrait dépenser de l'argent pour financer l'éducation et mettre fin à la corruption plutôt que de se battre avec des armes et des bombes. Elle explique que parce que l'État islamique est issu d'une idéologie fondée sur une « interprétation erronée de l'islam », la force physique ne mettra pas fin à l'État islamique parce qu'elle ne mettra pas fin à ses croyances. En 2018, elle déclare sa conviction que la République islamique a atteint un point auquel elle est désormais irréformable. Elle appelle à un référendum sur la République islamique.

### Condamnations et exil
En 2000, Shirin Ebadi est accusée d'avoir distribué, dans le cadre de l'affaire Ezzat Ebrahiminejad, une cassette vidéo sur laquelle un extrémiste religieux avoue que les dirigeants iraniens sont à l'origine de violences. Elle est pour cela condamnée à une peine d'emprisonnement et interdite d'exercer. Cet événement a attiré l'attention du monde sur les violations des droits de l'Homme en Iran.
En août 2006, le Centre des défenseurs des droits de l'homme, une association regroupant des avocats, qu'elle a fondée pour défendre les droits de l'homme en Iran (en particulier le droit des minorités et des opposants politiques), est déclaré illégal par le ministère de l'Intérieur.
En avril 2008, elle révèle avoir fait l'objet de nombreuses menaces, la dissuadant notamment de faire des discours à l'étranger. Des membres de sa famille ont également subi des pressions.
En novembre 2009, le gouvernement iranien aurait, sans passer par le système judiciaire, gelé son compte bancaire, et lui aurait retiré la médaille et le diplôme de son prix Nobel,, ce que le ministère des Affaires étrangères iranien a démenti. La somme allouée au titre du prix Nobel de la paix avait été déposée sur un compte bancaire utilisé pour aider les prisonniers politiques jugés de manière arbitraire et leur famille. Le blocage du compte bancaire par les autorités iraniennes est considéré comme illégal, car la saisie d'un compte bancaire doit résulter d'une décision judiciaire avec des preuves justificatives.
Lorsque, en novembre 2009, les autorités suédoises arrêtent Hamid Noury, soupçonné d'avoir participé à l'exécution de plusieurs milliers de prisonniers politiques sur ordre de l'ayatollah Khomeini pendant « l’été noir » de 1988, elle lance un appel pour que son procès fasse la lumière sur les crimes contre l'humanité commis à cette époque. Son procès pour crime aggravé, crime contre le droit international et meurtre s'ouvre en août 2021,.
La même année, alors qu'elle est en voyage à l'étranger, tous ses collaborateurs sont arrêtés et son mari, Javad, témoigne contre elle. Elle apprend plus tard qu'il est victime d'un chantage de la part d'une prostituée et le couple divorce après cela.
Elle vit en exil à Londres depuis 2009,.

## Opposition au régime politique iranien
En 1995, Shirin Ebadi fonde l'organisation iranienne de protection des droits de l'enfant, et en 2001 le Centre des défenseurs des droits de l'homme en Iran. En raison de ses positions militantes, son bureau est fermé et ses collaborateurs sont emprisonnés (certains d'entre eux sont toujours derrière les barreaux), comme sa proche collaboratrice Narges Mohammadi. Cette journaliste et vice-présidente du Centre des défenseurs des droits de l'homme en Iran est condamnée en appel à seize ans de prison, où elle est incarcérée avec d'autres féministes iraniennes. Malgré la répression exercée par le gouvernement, le militantisme féministe reste très actif en Iran.
Ces protestations ont pris différentes formes, de l'organisation de rassemblements publics, à la célébration de la Journée internationale des femmes, le 8 mars. Cet évènement est pourtant interdit par le gouvernement iranien, car considéré comme une coutume occidentale. Pour les intellectuelles iraniennes, cette journée est un moyen de montrer leur contestation.
En 2009, dans une interview accordée à L'Express, Shirin Ebadi témoigne de la vie quotidienne des femmes iraniennes dans une société patriarcale, qui rend obligatoire l'autorisation de leur mari pour voyager.
En 2010, Shirin Ebadi, accuse Nokia Siemens Networks, sur les ondes de France Culture, de soutenir le gouvernement iranien dans sa répression en lui vendant des logiciels permettant de mettre sur écoute les opposants, ce que dément la société qui déclare désapprouver le détournement des équipements qu'elle vend.

## Prix Nobel de la paix
Le 10 octobre 2003, Shirin Ebadi reçoit le prix Nobel de la paix pour son investissement en faveur de la démocratie et des droits humains, en particulier pour les droits des femmes, des enfants et des réfugiés. Elle est la première femme iranienne à recevoir ce prix (et elle n'est que la neuvième femme lauréate en cent ans de prix Nobel de la Paix). Par ce choix, le comité de sélection du prix Nobel salue une « personne courageuse » qui « n'a jamais tenu compte de la menace pesant sur sa propre sécurité » et affirme sa volonté d'  « encourager le dialogue entre peuples et civilisations à un moment où l'islam est diabolisé dans beaucoup d'endroits du monde occidental »,. Shirin Ebadi répond qu'elle suit les préceptes de l'Islam et que ce prix prouve que l'on peut être musulmane et défendre la démocratie.
Le Comité Nobel insiste également sur le fait qu'elle n'hésite pas à critiquer les atteintes à la démocratie commises partout dans le monde, y compris par l'Europe et les États-Unis. Le porte-parole du ministère des Affaires étrangères iranien déclare que ce prix refléterait l'amélioration de la situation des femmes en Iran. Cependant le choix du Comité Nobel soulève aussi des controverses dans le monde, à commencer par son propre pays où elle fait l'objet de nombreuses attaques,.

## Nobel Women's Initiative
En 2006, elle cofonde avec Mairead Maguire, Rigoberta Menchú Tum, Jody Williams, Tawakkol Karman, et Leymah Gbowee, toutes lauréates du Prix Nobel de la paix le Nobel Women's Initiative (en) dans le but de soutenir les groupes de femmes du monde entier dans leurs campagnes en faveur de la justice, de la paix et de l'égalité. La visibilité et le prestige du prix Nobel doit permettre de mettre en lumière et promouvoir le travail des organisations et des mouvements de femmes à travers le monde. 
La première conférence de cette organisation se tient en 2007 et est consacrée aux femmes, aux conflits et à la sécurité au Moyen-Orient.
Le Nobel Women's Initiative publie chaque année des rapports concernant l'avancée du projet

## Autres activités
- Depuis 2003, membre émérite du conseil d'administration de Reporters sans frontières[40]
- Depuis 2004, membre du jury du prix international des droits de l'homme de Nuremberg[41]
- Depuis 2014, membre de sélection de Business for Peace (en)[42]
- Depuis 2015, membre du comité de sélection du prix Aurora pour l'éveil de l’humanité[5]
- Coprésidente du conseil consultatif international de Apne Aap Women Worldwide (en)[43]
- Membre du Conseil des ambassadeurs de Scholars at Risk (en)[44]
- Coprésidente de la Commission internationale sur l’information et la démocratie[15]
- Membre de la fondation PeaceJam.

## Distinctions
- 2001: Prix de la Fondation Thorolf Rafto pour les droits de l'homme[45]
- 2003 : Prix des droits de l'homme (France)[46]
- 2004 :
  - Le magazine Forbes la place parmi les « 100 femmes les plus influentes dans le Monde »[47]
  - Marraine de la promotion 2004 de l'École nationale de la magistrature française.
  - Leibniz Ring attribué par le Club de la presse de Hanovre[48]
- 2006 : commandeur de la Légion d'honneur[46]
- 2013 : World Justice Project Rule of Law Award[49]
- Elle est citoyenne d'honneur de plusieurs villes du monde, dont Paris (mars 2010)[50] et Gênes (2003)[51].
- Shirin Ebadi a reçu 26 doctorats honorifiques de diverses universités du monde entier, dont l'université Brown (2004)[52], l'Université de Colombie-Britannique (2004)[53], l'université de Liège (2004)[54], l'université Jean Moulin à Lyon (2005)[55],  l'université de Poitiers (2008)[56] et l'université de Cambridge (2011)[57].

### Publications
- Shirin Ebadi et Azadeh Moaveni (trad. Laure Manceau), Iranienne et libre : Mon combat pour la justice, Paris, Éditions La Découverte, coll. « Cahiers libres », 2006, 273 p. (ISBN 978-2-7071-4715-8).
- Avec Azadeh Moaveni, Iran Awakening: A Memoir of Revolution And Hope, Randon House, 2006, 232 p.  (ISBN 978-1400064700)
- Shirin Ebadi (trad. de l'italien par Joseph Antoine), La Cage dorée, Paris, Éditions l'Archipel, 2010, 285 p. (ISBN 978-2-8098-0306-8)
- L'appel au monde de Shirin Ebadi: Ce n'est pas se que voulait dire le prophète, Benevento, 2016
- Refugee Rights in Iran, Saqi Books, 2008, 250 p.  (ISBN 978-0863566783)
- Shirin Ebadi (trad.  de l'anglais), Pour être enfin libre, autobiographie, Paris, Éditions l'Archipel, 2016, 255 p.  (ISBN 978-2-8098-2031-7)

### Filmographie
- Extraits (7 min) de la cérémonie de remise du prix Nobel - Oslo 10 décembre 2003.
- Conférence « L’Islam, les droits des femmes et l’Occident » (1 h 19 min) à l'Université de Montréal - Montréal, le 27 octobre 2006.